# Biserica de lemn din Iacobeni

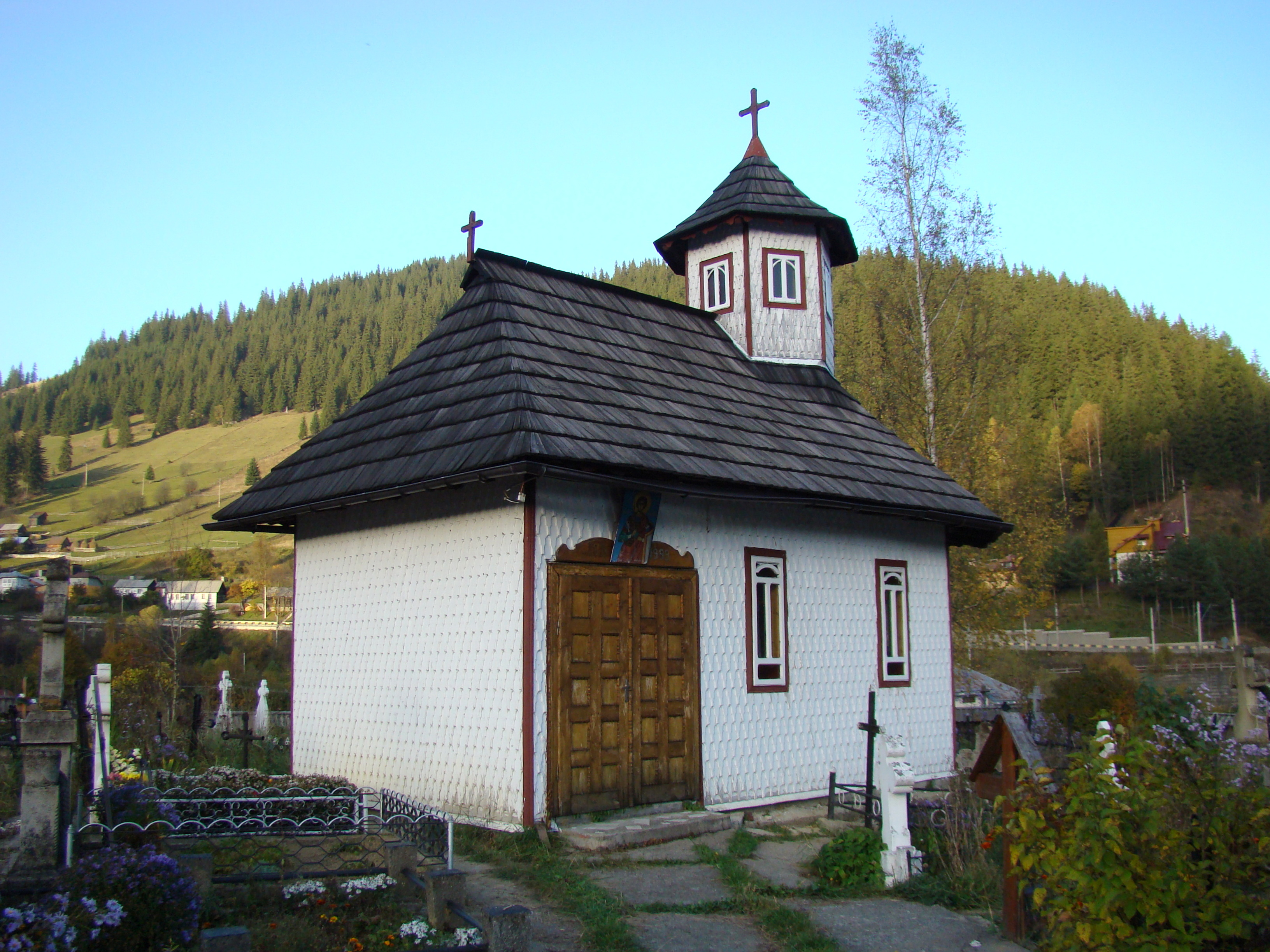
Biserica de lemn „Sfântul Mare Mucenic Gheorghe” din Iacobeni, județul Suceava, foto: octombrie 2014.

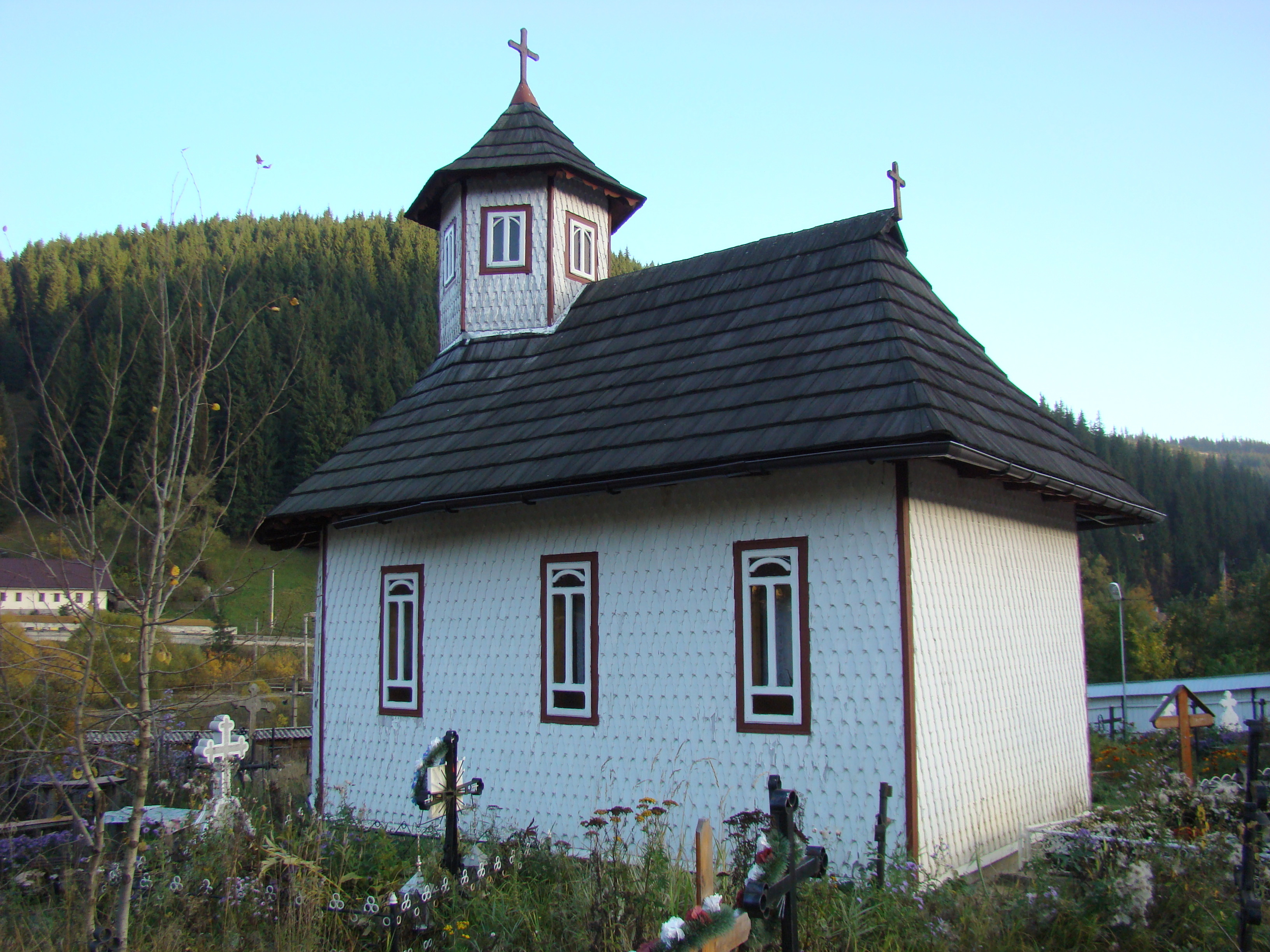
Biserica (sud-est)

Biserica de lemn din Iacobeni este un lăcaș de cult ortodox construit între anii 1817-1818 în satul Iacobeni din comuna omonimă aflată în județul Suceava. Biserica are hramul Sfântul Mare Mucenic Gheorghe. În ciuda vechimii sale și a faptului că a fost primul edificiu religios ortodox din localitate, biserica nu figurează pe Lista monumentelor istorice din județul Suceava.

## Istoric și trăsături
Biserica a fost terminată în anul 1818, dată care apare și pe ancadramentul ușii de la intrare. Era o perioadă de maximă înflorire a localității, care datorită zăcămintelor bogate de fier și mangan devenise un important centru minier și metalurgic, care furniza produse în Bucovina și întregul Imperiu austriac. Biserica a fost folosită până în anul 1893 și aparținea de parohia Ciocănești. Devenită neîncăpătoare a fost înlocuită pentru serviciul liturgic de o biserică de piatră, de mari dimensiuni, construită între 1907–1913, având același hram ca și bisericuța de lemn. Biserica de lemn are în prezent rolul de capelă de cimitir și mai păstrează vechea masă a altarului.

## Vezi și
- Biserici de lemn din județul Suceava
- Iacobeni, Suceava

## Imagini

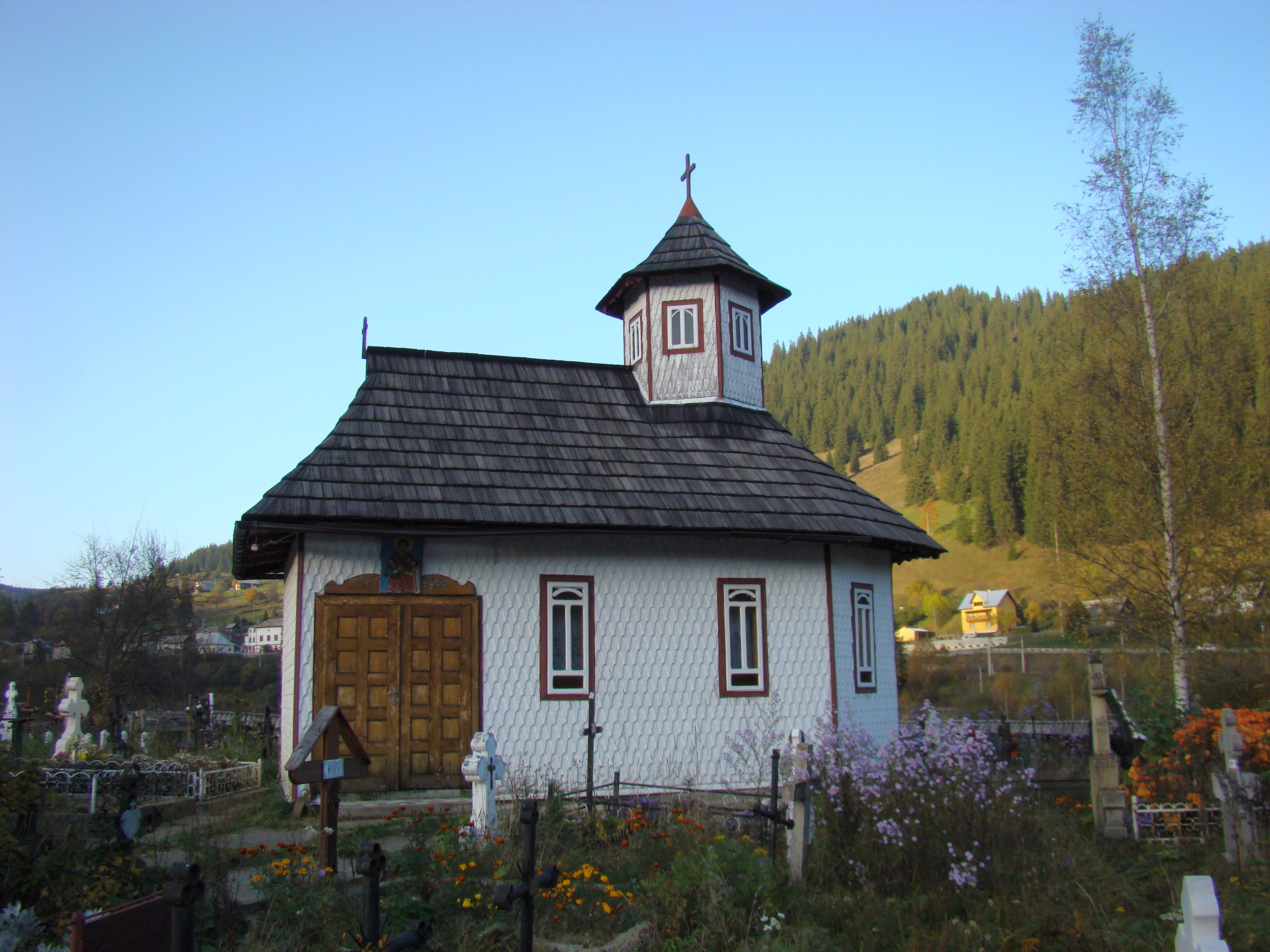
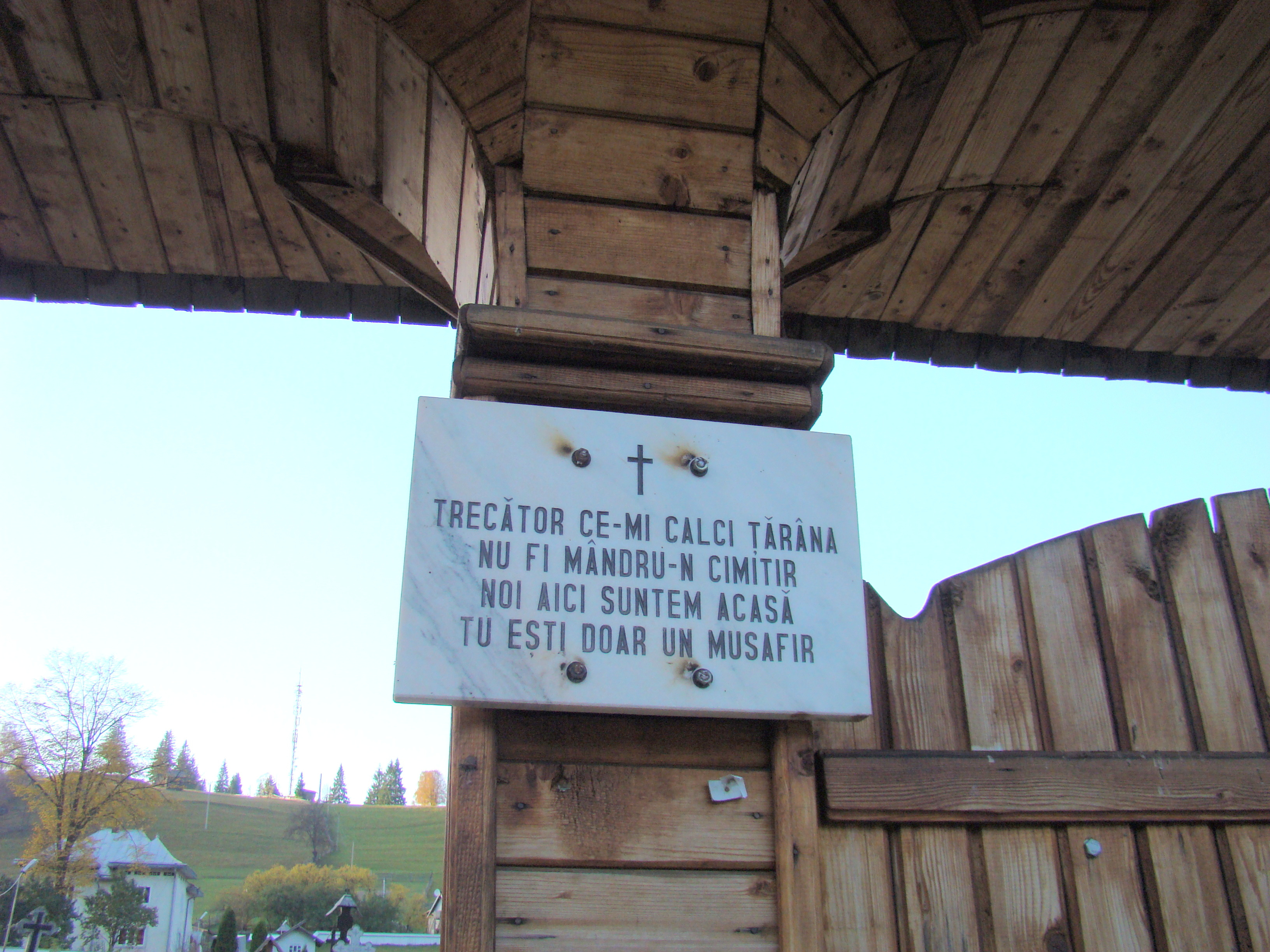
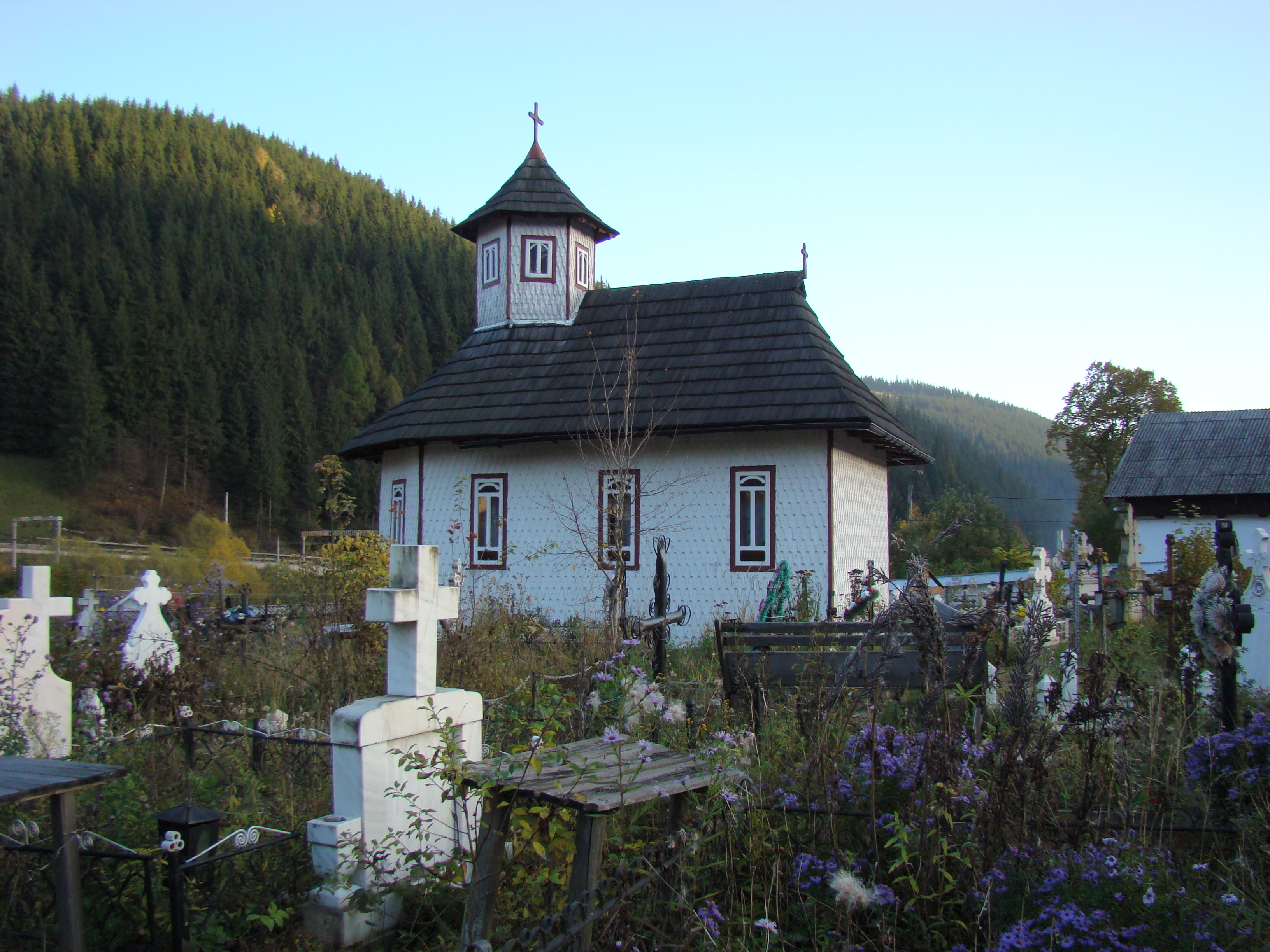
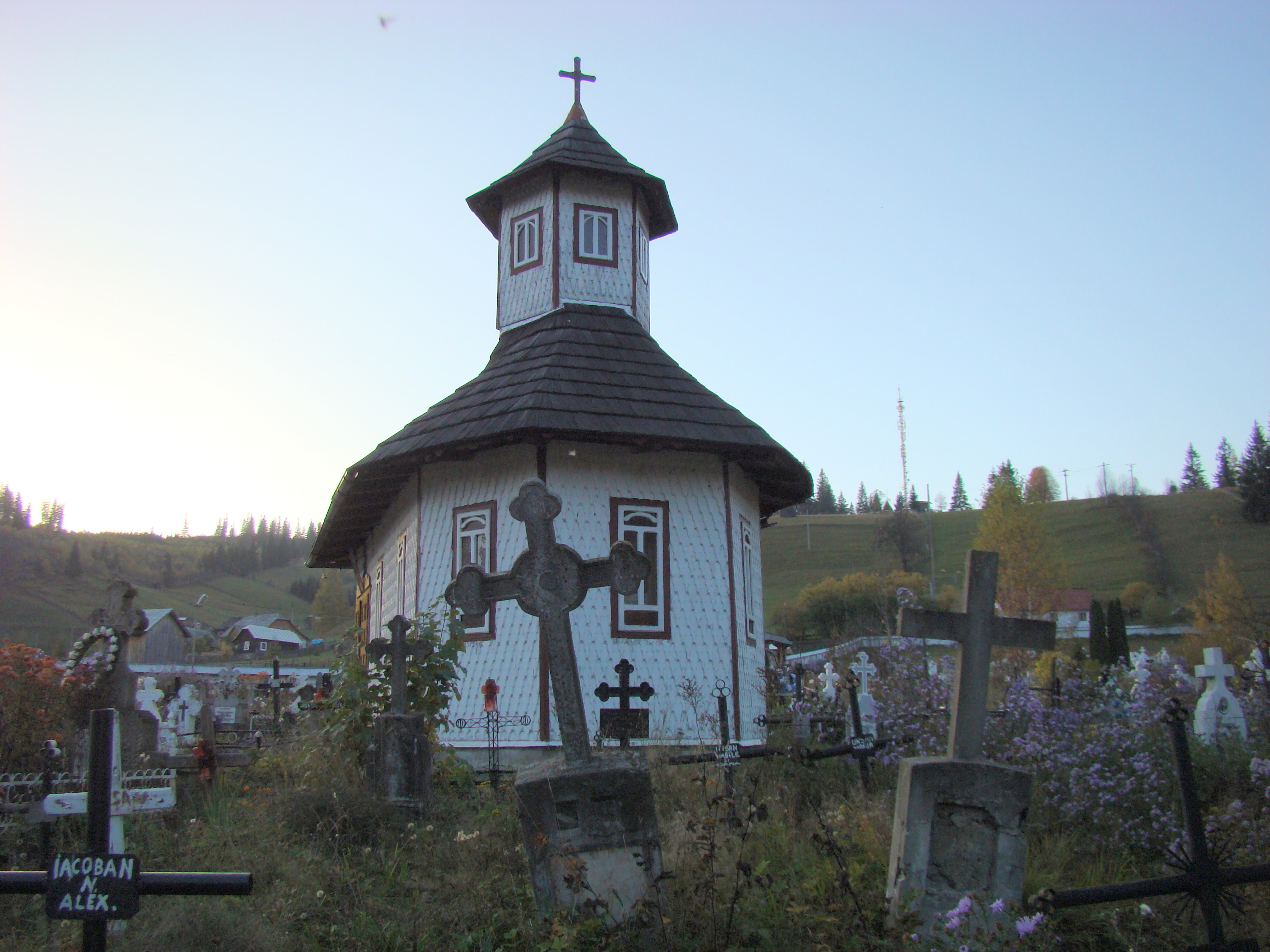
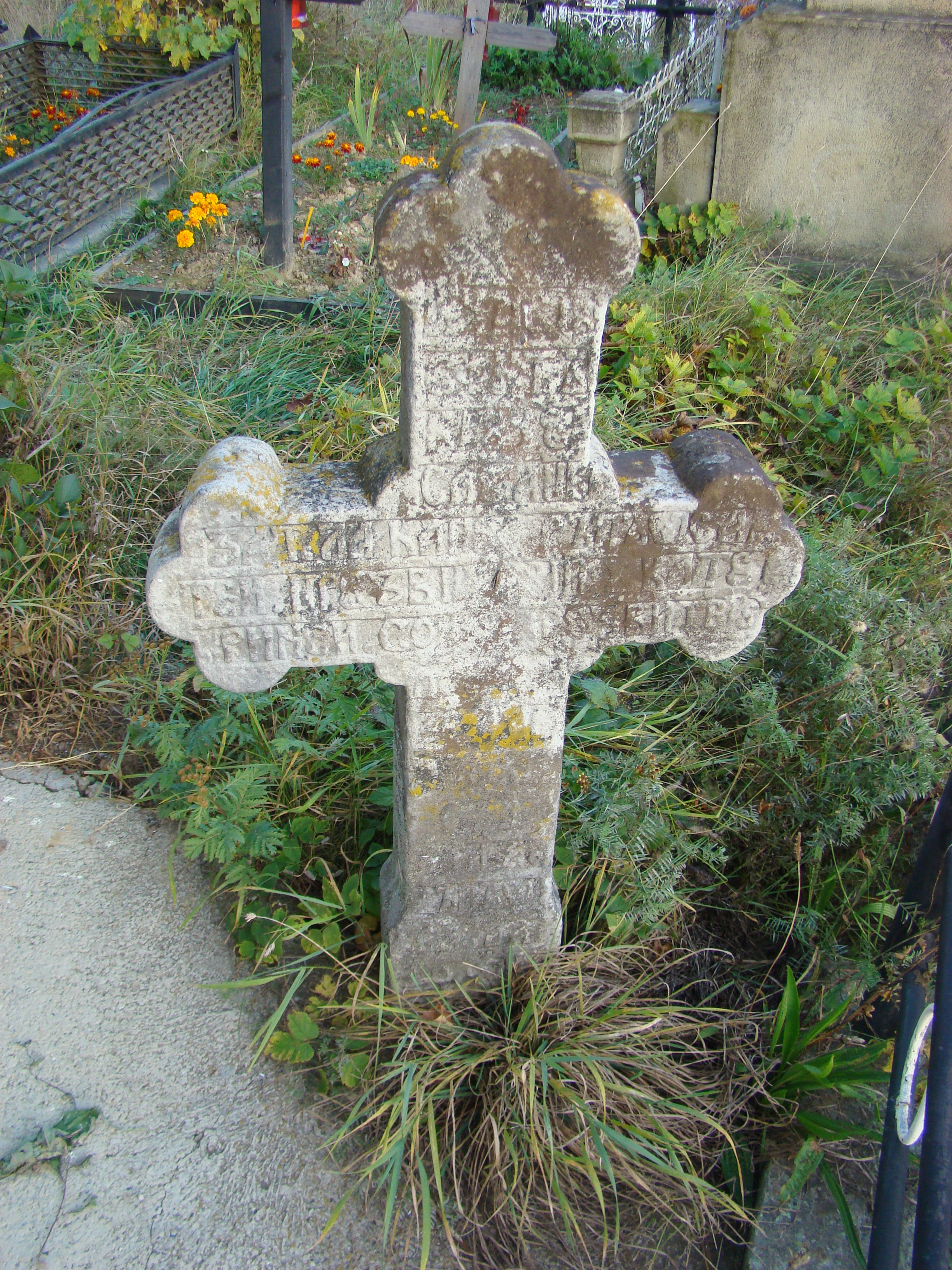
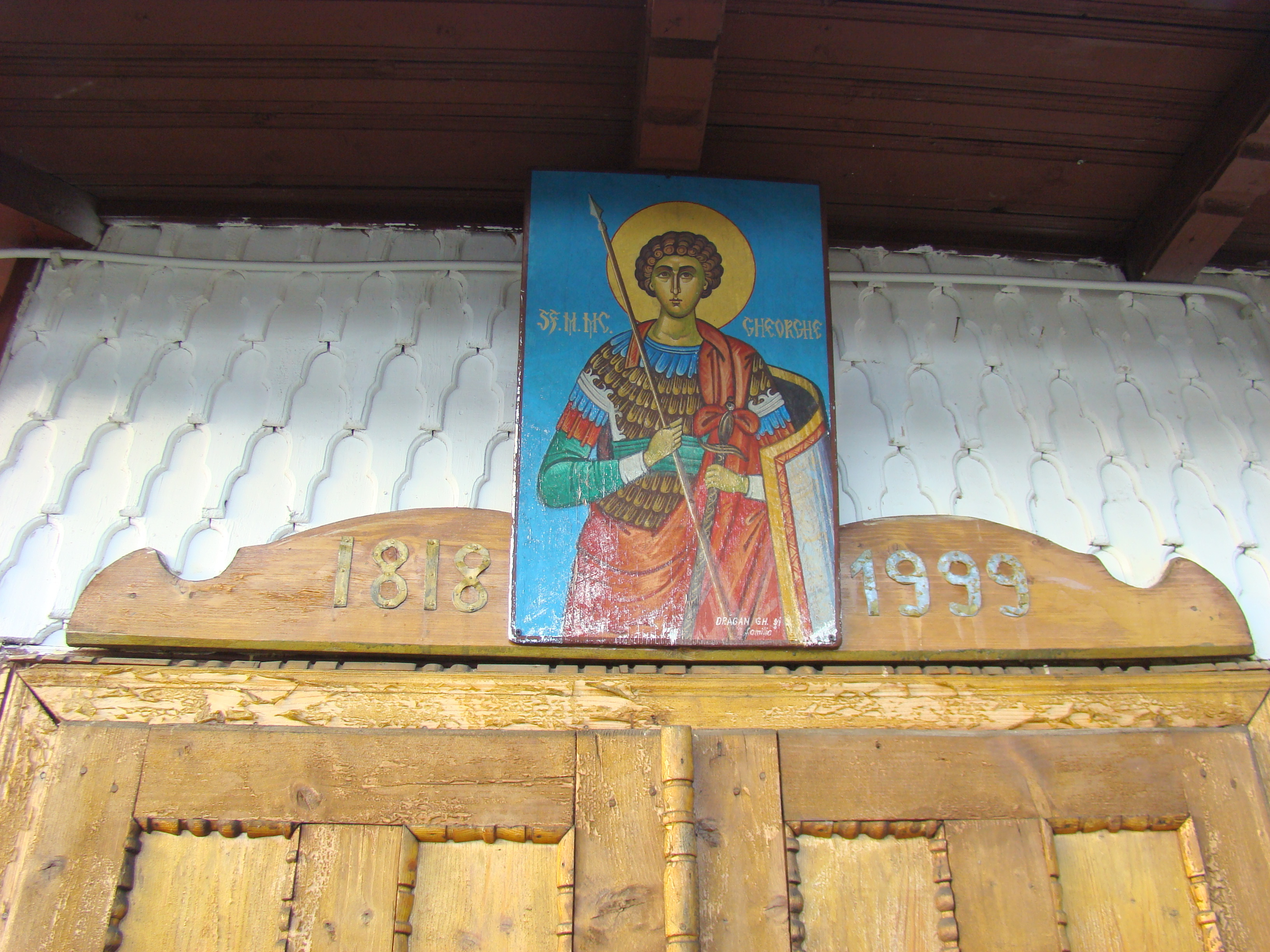
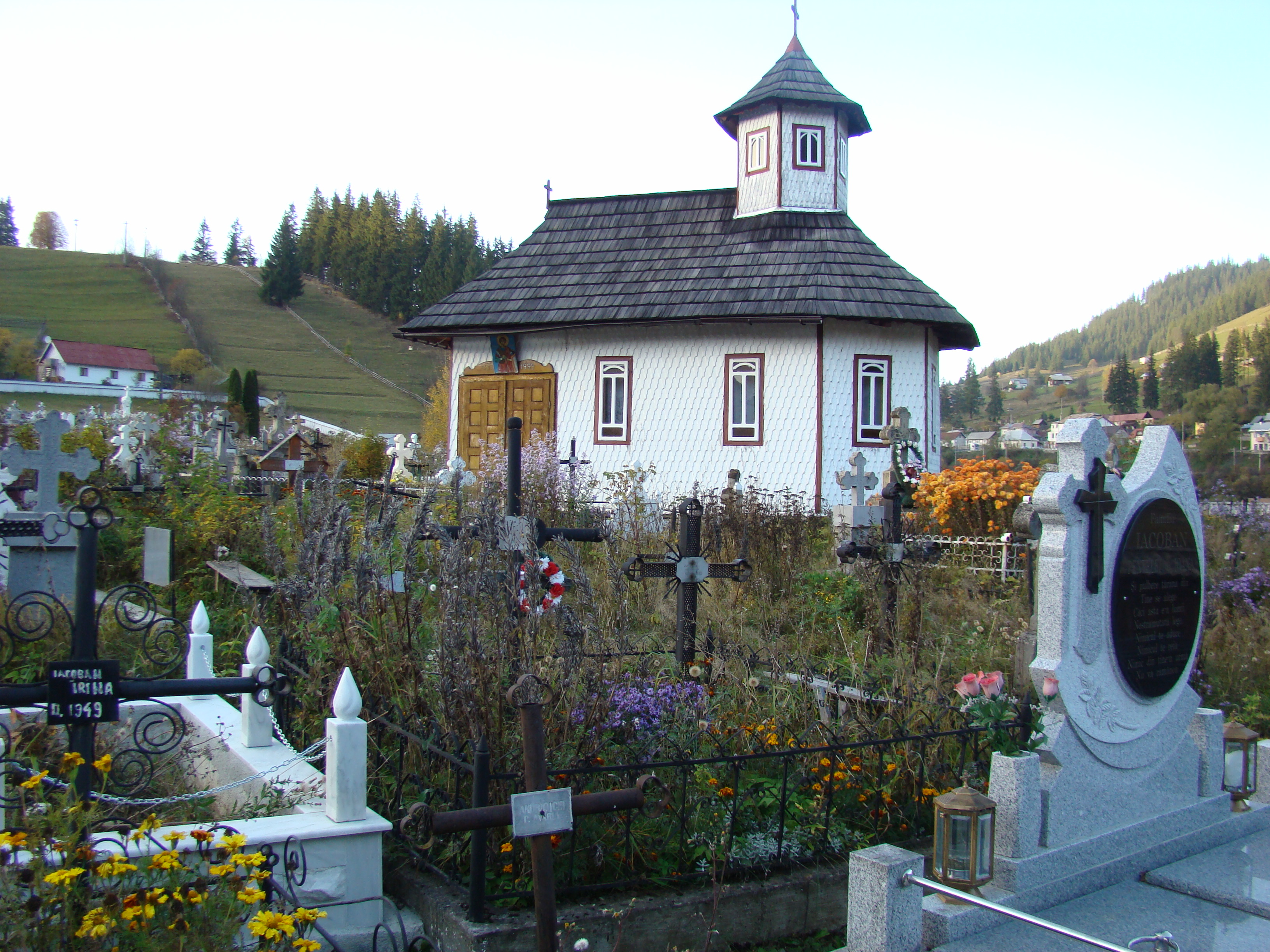
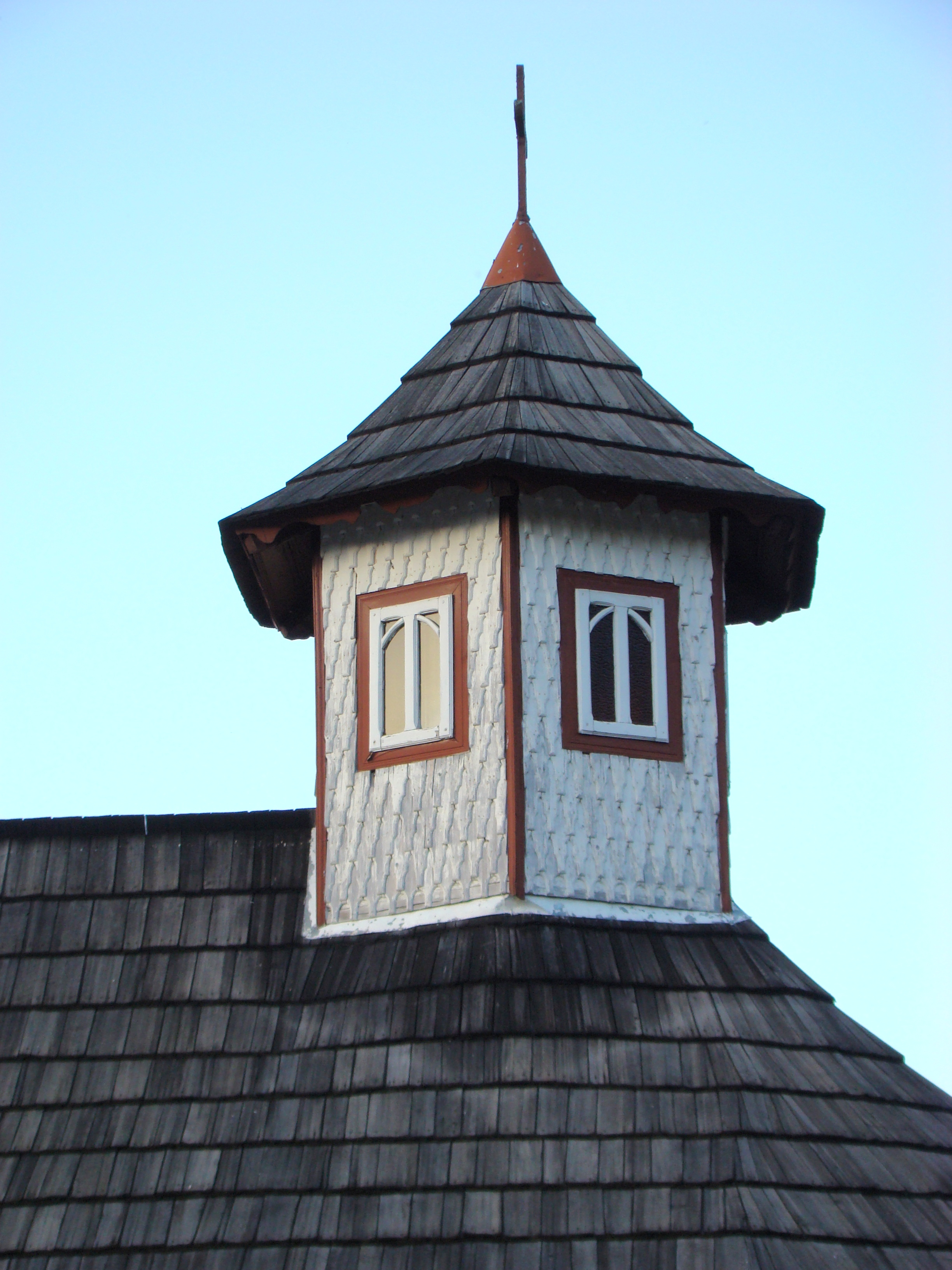